# Saalfelder Höhe
Saalfelder Höhe là một đô thị thuộc huyện Saalfeld-Rudolstadt, trong bang Thüringen, nước Đức. Đô thị Saalfelder Höhe có diện tích 63,21 km².